# Campeonato Mundial de Ciclismo en Pista de 1935
El XXXVIII Campeonato Mundial de Ciclismo en Pista se celebró en Bruselas (Bélgica) entre el 10 y el 18 de agosto de 1935 bajo la organización de la Unión Ciclista Internacional (UCI) y la Federación Belga de Ciclismo.
Las competiciones se realizaron en la pista del Estadio de Heysel de la capital belga. En total se disputaron 3 pruebas, 2 para ciclistas profesionales y 1 para ciclistas amateur.

## Medallistas

### Profesional
| Evento               | Oro                       | Plata                   | Bronce                   |
| -------------------- | ------------------------- | ----------------------- | ------------------------ |
| Velocidad individual | Joseph Scherens · Bélgica | Albert Richter Alemania | Louis Gérardin Francia   |
| Medio fondo          | Charles Lacquehay Francia | Erich Metze Alemania    | Georges Ronsse · Bélgica |

### Amateur
| Evento               | Oro                   | Plata                         | Bronce                             |
| -------------------- | --------------------- | ----------------------------- | ---------------------------------- |
| Velocidad individual | Toni Merkens Alemania | Arie van Vliet · Países Bajos | Johan van de Vijver · Países Bajos |

## Medallero
| Núm. | País         | Oro | Plata | Bronce | Total |
| ---- | ------------ | --- | ----- | ------ | ----- |
| 1    | Alemania     | 1   | 2     | 0      | 3     |
| 2    | Bélgica      | 1   | 0     | 1      | 2     |
| 2    | Francia      | 1   | 0     | 1      | 2     |
| 4    | Países Bajos | 0   | 1     | 1      | 2     |
|      | TOTAL        | 3   | 3     | 3      | 9     |